# KOI-4878.01
KOI-4878.01 — неподтверждённая экзопланета у звезды KOI-4878 спектрального класса G (жёлтый карлик), расположенной примерно в 1075 световых лет от Солнца.
Яркость материнской звезды (превосходящая солнечную) делает её пригодной для жизни. Обитаемая зона находится дальше от родительской звезды, чем в Солнечной системе. Поэтому, хотя орбитальный период планеты составляет 449 земных дней, её орбита находится в зоне обитаемости звезды. Если открытие планеты подтвердится, то KOI-4878.01 станет наиболее похожей на Землю экзопланетой с точки зрения ESI (0,98). На 2019 год космический телескоп Kepler зарегистрировал четыре транзита.

## Характеристики и обитаемость
Согласно НАСА, если присутствие планеты подтвердится, KOI-4878.01 будет иметь индекс подобия Земли (ESI) 98 %, самый высокий из обнаруженных до сих пор. Её оценочные характеристики типичны для аналога Земли, завершающего орбиту вокруг родительской звезды (немного менее массивной, чем Солнце, но с радиусом примерно на 5 % больше и температурой около 6031 К) каждые 449 дней, так что, вероятно, будет в обитаемой зоне звезды. Её расчетная масса — 99 % земной, с несколько большим радиусом (1,04) и средней температурой −16,5 ° C (17,85 °C) с учётом атмосферы, аналогичной атмосфере Земли. Родительская звезда, KOI-4878, расположена на расстоянии 1075,2 световых года.
Металличность KOI-4878 не очень низкая, что может означать значительное присутствие тяжёлых элементов в системе. С определённой плотностью планеты, она должна иметь состав, аналогичный составу её аналогов. Ещё одним моментом в пользу обитаемости KOI-4878.01 является её орбитальный период, который значительно превышает предел для прилива.
Водород и кислород очень распространены во Вселенной, и они, вероятно, присутствуют на большинстве планет, по крайней мере, на начальных этапах их формирования. Этот факт, вместе со средней температурой, массой и размером KOI-4878.01, делает присутствие воды на её поверхности очень вероятным. Возможно, что её более низкая плотность по отношению к Земле обусловлена избытком воды в её коре и является планетой-океаном.
Учитывая её характеристики, если существование KOI-4878.01 подтвердится, вероятность того, что на его поверхности будет какая-то форма жизни, высока.